# Crypthecodinium cohnii
Crypthecodinium cohnii ist eine marine, rote Mikroalge, welche auch unter ihrem Basionym Gyrodinium cohnii Seligo bekannt ist. Die Mikroalge gehört zum Unterstamm der Dinoflagellaten. Diese eukaryotischen Einzeller zeichnen sich durch das Vorhandensein von Geißeln aus.
Im Gegensatz zu den meisten Algen gewinnt Crypthecodinium cohnii ihre Energie nicht durch Photosynthese, sondern ist heterotroph, weshalb man sie oft auf rottenden Algen findet. Für experimentelle Zwecke werden Medien mit Zusätzen wie Glucose, synthetischem Meersalz und Hefeextrakten verwendet.

## Sekundärmetaboliten

Docosahexansäure

### Docosahexansäure
Crypthecodinium cohnii wurde als geeinter Produktionsorganismus von DHA (Docosahexaensäure) identifiziert. DHA ist eine langkettige, mehrfach ungesättigte Fettsäure und gehört zu den Omega-3-Fettsäuren. Das Interesse an dieser Fettsäure ist in den letzten Jahren stetig gestiegen, da sie zur Prävention und auch teilweise zur Behandlung von Krankheiten wie Arthritis, Thrombose, Arteriosklerose oder verschiedener Krebsarten dient. Omega-3-Fettsäuren findet man vor allem in Fischöl, welches als Additiv zu Nahrungsmittel beigefügt wird. Das Fischöl hat allerdings den großen Nachteil, dass es durch den typischen Fischgeruch den Geschmack der Nahrungsmittel unangenehm verändern kann. DHA ist somit eine gute Alternative als Nahrungsergänzungsmittel.
DHA ist in der Muttermilch enthalten und beeinflusst die visuelle und neurologische Entwicklung von Säuglingen, weshalb DHA oft zu Säuglingsanfangsnahrung zugesetzt wird.

Brevetoxin A

### Brevetoxin A
Das Brevetoxin A gehört zu den Giften, welche zu einer Muschelvergiftung führen. Zusammen mit anderen Polyethern sind sie die Ursache von vermehrtem Algensterben.
Brevetoxin A werden in Laborversuchen zur Erforschung von Ionenkanälen eingesetzt.
Dieses Gift wird von roten Dinoflagellaten produziert, jedoch wird Crypthecodinium cohnii dabei nicht spezifisch erwähnt.